# Daisuke Kurosawa
Daisuke Kurosawa (黒沢大佑 Kurosawa Daisuke?) es un compositor de GuitarFreaks & DrumMania, más conocido por sus canciones de género hard rock desde su primer debut en GuitarFreaks V3 & DrumMania V3. También asistió como guitarrista o bassista para varias canciones en otros videojuegos de Bemani no compuestas por él mismo, a diferencia de Mutsuhiko Izumi y Yoshihiko Koezuka.

## Música principal
La siguiente lista muestra las canciones que fueron creadas por el mismo autor y también con los artistas que trabajó para su elaboración:

### GuitarFreaks & DrumMania
- V4 Яock×Rock
  - INSIDE-OUT (Ninezero)
  - MASCARADA (平田久美子)
  - 一網打尽
- V5 Rock to Infinity
  - Far Beyond Blackened (Ninezero)
  - FORCE interval Build
  - CHIMERA
  - ヒトリアソビ (iNO)
- V6 BLAZING!!!!
  - 君影草 (AIRI)
  - The Ascension (二井原実 vs. 96)
  - 風神雲龍伝 (98)
  - 恐怖の右脳改革
- XG & V7
  - KAISER PHOENIX
  - CALAMITY PHOENIX
  - クリーンクリーン (ブラックカプセル)
  - X-treme Grade
- XG2 Groove to Live & V8
  - SIX DIMENTION
  - 幻想雷神記 (98)
  - 衝動がえがいたどうしようもないストーリー (2B-waves)
  - DAWN (Melodyout)
  - 百鬼夜行
- XG3
  - 群青と流星 (2B-waves)
  - SCREW DRIVER
  - Predator's Crypto Pt.1
  - Predator's Crypto Pt.2
  - RePrise (SHOGO)
  - DOUBLE IMPACT (DOUBLE IMPACT)
  - 恋閃繚乱 (2B-Waves)
- GITADORA
  - OVERHEAT-Type GD- (DOUBLE IMPACT)
  - ボクらのトリップデイズ (2B-waves)
  - Screaming Your Faith!!! (itoken vs. 96)
  - SPRING BAZOOKA
- GITADORA OverDrive
  - DEATH BRINGER
- CS版GuitarFreaks&DrumMania MASTERPIECE GOLD
- Timepiece PhaseII

### beatmania IIDX
- THE BLACK KNIGHT (18 Resort Anthem/L.E.D.)
- 衰色小町メランコリア (19 Lincle/iNO)
- In the Blackest Den (19 Lincle/Bulluvegola)
- 下弦の月 (20 tricoro/iNO)
- Beat Radiance (22 PENDUAL/iNO)

### pop'n music
- ポルターガイスト (16 PARTY♪/96 feat. 藤本美樹)
- COMMANDO (17 THE MOVIE)
- 風林火山 (18 せんごく列伝)
- 断罪プラズマ (19 TUNE STREET/積田晋平)
- ノー！ノー！Way (20 fantasia/ApachE)
- LOL!(Sunny Park/ApachE)
- OVERHEAT -Type P- (Sunny Park/DOUBLE IMPACT)
- ATTRACTION！(Sunny Park)
- 曼珠沙華 (ラピストリア)

### jubeat
- GIGA BREAK (jubeat)
- AREA 51 (ripples)
- Shining Wizard (knit)
- キルト (knit APPEND/Des-Sana+wpt9)
- Devil Fish Dumpling (copious)
- 恋閃繚乱 (saucer/2B-Waves)
- OVERHEAT -Type J- (saucer/DOUBLE IMPACT)
- HYDRA (saucer fulfill)

### REFLEC BEAT
- DRAGON KILLER (limelight/96 vs. Mutshuhiko Izumi)
- OVERHEAT -Type R- (colette/DOUBLE IMPACT)
- RAGNAROK (colette)

### Dance Dance Revolution
- Samurai Shogun vs. Master Ninja（2014）